# Baltimore and Ohio Railroad
Baltimore and Ohio Railroad (B&O) var et af de ældste jernbaneselskaber i USA og det første som tilbød passager- og godstransport til offentligheden. Den oprindelige linje havde udgangspunkt i havnebyen Baltimore og fortsatte ind i landet, med floden Ohio som sit mål (deraf navnet). Det tog 25 år inden man nåede Ohiofloden ved byen Wheeling, West Virginia ca. 400 km væk. Senere blev Baltimore and Ohio Railroad et langt større jernbaneselskab, med jernbanelinjer i store dele af det døstlige USA. Baltimore and Ohio er i dag en del af CSX netværket og omfatter bl.a. verdens ældste fungerende jernbanebro (nær Baltimore). B&O omfattede Leiper Railroad, den første permanente jernbane i USA. I sine senere år anvendte B&O annonce sloganet: "Linking 13 Great States with the Nation." En del af B&O's udødelighed stammer nok fra, at det var et af de jernbaneselskaber, som optrådte i den amerikanske version af Monopoly-spillet (Matador).
Da CSX Corp. etablerede B&O Railroad Museum som et selvstændigt selskab blev nogle af de gamle værksteder i Baltimore, bl.a. Mt. Clare remisen, doneret til museet, mens resten af området blev solgt. B&O varehuset ved Camden Yards i Baltimore dominerer udsynet fra det lokale baseball hold Baltimore Orioles stadion Oriole Park at Camden Yards.

## Historie
To mænd — Philip E. Thomas og George Brown — var pionerer for jernbanen. De brugte året 1826 på at undersøge jernbaner i England, som på daværende tidspunkt blev gennemafprøvet som forretningsmuligheder. Da deres undersøgelser var afsluttet afholdt de et forberende møde den 12. februar 1827 for omkring 25 fremtrædende borgere – fortrinsvis købmænd og bankfolk i Baltimore. Kapitel 123 i 1826 sessionens love for Maryland, blev vedtaget den 28. februar 1827, og Commonwealth of Virginia udstedte et charter den 8. marts 1827, til Baltimore and Ohio Rail Road Company, med den opgave at bygge en jernbane fra havnen i Baltimore vestpå til et passende punkt ved Ohiofloden. Jernbanen, som formelt blev stiftet den 24. april, havde til formål ikke blot at være en alternativ rute til Midtvesten, men at være en rute, ad hvilken varer vestfra kunne nå østkysten af USA hurtigere end via den 7 år gamle og særdeles succesfulde men langsomme Erie kanal gennem staten New York. Thomas blev udpeget til selskabets første præsident og Brown blev kasserer. Kapitalen til det foreslåede selskab blev fastsat til 5 mio. USD.

### Tidlige strækninger
Byggeriet begyndte den 4. juli 1828 da Charles Carroll of Carrollton lagde grundstenen, og den første strækning fra Baltimore vestpå til Ellicott's Mills (i dag kendt som Ellicott City), åbnede den 24. maj 1830. Det blev besluttet at følge Patapsco floden til et punkt nær Parr's Ridge (i dag Mount Airy) hvor jernbanen skulle forlade kystsletten og fortsætte ind i Monocacy dalen og langs Potomacfloden. Strækningen blev forlænget til Frederick (herunder den korte sidestrækning indtil byen Frederick) den 1. december 1831, Point of Rocks 2. april 1832, Sandy Hook 1. december 1834. Forbindelsen til Winchester and Potomac Railroad ved Harpers Ferry åbnede i 1837. Videre gik det til Martinsburg i maj 1842, Hancock i juni 1842, Cumberland 5. november 1842, Piedmont 21. juli 1851, Fairmont 22. juni 1852 og endestationen i Wheeling (dengang en del af Virginia) den 1. januar 1853. Den smalle stribe land mellem Potomac floden fra Point of Rocks til Harpers Ferry afstedkom et juridisk slagsmål mellem B&O og Chesapeake and Ohio (C&O) Canal da begge parter forsøgte at udelukke den anden fra området. Et senere kompromis tillod begge selskaber at dele vej-retten.
Staten Maryland udstedte i 1831 et charter til B&O til at bygge en linje fra Baltimore til Washington D.C., i 1831, og strækningen blev åbnet i 1835. Denne linje mødte den oprindelige hovedlinje ved Relay, hvor den krydsede Patapsco floden på Thomas Viaduct, som stadig anvendes og er et af de markante B&O bygningsværker. Denne linje blev delvist finansieret af staten Maryland og blev drevet særskilt indtil 1870'erne, idet delstaten tog 25% af billetindtægterne. Denne linje blev bygget i sten, meget lig den originale hovedlinje, men skinnerne ændrede form i retning af det vi kender i dag. De fleste af stenbroerne langs den gamle hovedlinje holdt ikke længe. De blev revet væk, når vandet steg i Patapsco floden. De blev først erstattet af Bollman Truss Bridges.
Annapolis and Elk Ridge Railroad til Annapolis fik forbindelse til denne linje ved Annapolis Junction i Maryland, i 1840. Som en underhåndsbetingelse for charteret var det forstået at staten ikke ville tildele charter til en konkurrerende linje mellem Baltimore og Washington.
Driften af jernbanen blev hæmmet af at den var delvist ejet af staten. Ud af de 30 medlemmer af bestyrelsen var 12 valgt af aktionærerne, mens resten var udpeget af enten staten Maryland eller byrådet i Baltimore. Disse havde modstridende interesser. Bestyrelsesmedlemmerne fra staten og byen ønskede lave priser og udbygning af strækningen finansieret af overskuddet fra driften, mens aktionærerne ønskede højere overskud og dividende. Disse konflikter blev mere intense i 1850-erne efter færdiggørelsen af C&O kanalen, som gav B&O ekstra konkurrence. I 1858 blev John W. Garrett foreslået som præsident af storaktionæren Johns Hopkins. Han blev valgt, og beholdt denne stilling indtil sin død i 1884. I hans første år blev virksomhedens driftsomkostninger reduceet fra 65% af omsætningen til 46%, og jernbanen begyndte at udbetale udbytter til sine aktionærer.
Abolitionister stoppede et tog under John Browns raid på arsenalet ved Harpers Ferry, Virginia (senere en del af West Virginia). Garrett telegraferede til krigministeren og et B&O tog transporterede føderale tropper under ledelse af Robert E. Lee til Harpers Ferry for at fange abolitionisterne og John Brown..

### Borgerkrigen
Selv om mange indbyggere i Maryland havde sympati for sydstaterne støttede Garrett og Hopkins Unionen. B&O hjalp på mange måder Unionsregeringen under den amerikanske borgerkrig, ikke mindst som den primære jernbaneforbindelse mellem Washington DC og Nordstaterne. Som følge heraf var B&O involveret i adskillige slag og raids under krigen:
- Nogle berømte slag og raids:
  - Det store jernbane raid i 1861, maj 1861
  - Martinsburg jernbane Raid, 20. – 23. juni 1861
  - Leesburg tog Raid, 7. august 1861
  - Romney Ekspeditionen, 1. – 24. januar 1862
  - Forskellige raids under brigadegeneral A. G. Jenkins, efteråret 1862
  - Jones-Imboden Raid, 24. april til 22. maj 1863
  - Slaget ved Monocacy, 9. juli 1864
  - Gilmor's Raid, 11. juli 1864

Da B&O's linje vest på også havde stor strategisk betydning ved transport af tropper mellem øst og vest gjorde Sydstaterne mange forsøg på i kortere og længere tid at afbryde forbindelsen gennem raids mod jernbanen.
- Konfødererende raidere og enheder som raidede B&O Railroad:
  - Generalløjtnant Thomas J. Stonewall Jackson og mange enheder under hans kommando
  - Generalløjtnant Jubal Anderson Early og mange enheder under hans kommando
  - Brigadegeneral Turner Ashby og hans "Black Horse" kavaleri
  - Brigadegeneral John D. Imboden og 62nd Virginia Mounted Infantry (1st Partisan Rangers)
  - Brigadegeneral Albert G. Jenkins' og 8th Virginia kavaleri
  - Brigadegeneral William E. Jones og "Laurel Brigade"
  - Oberst John S. Mosby's "Mosby's Raiders"
  - Major Harry Gilmor's "Gilmor's Raiders"
  - Kaptajn John H. McNeill's "McNeill's Rangers"

- Byer som var involveret i raids mod B&O Railroad
  - Winchester
  - Harpers Ferry

B&O og Garrett huskes især for deres andel i Slaget ved Monocacy. Ansatte ved jernbanen begyndte at rapportere om konfødererede troppebevægelser 11 dage før slaget, og Garrett sendte deres informationer videre til rette vedkommende i krigsministeriet og til generalmajor Lew Wallace, som havde kommandoen over det relevante militærdistrikt. Efterhånden som forberedelserne til slaget skred frem sørgede B&O for transport af Unionstropper og våben, og ved to lejligheder blev Garrett kontaktet direkte af præsident Abraham Lincoln om yderligere oplysninger. Selv om Unionen tabte slaget betød det en forsinkelse som betød at general Ulysses S. Grant med held kunne slå det konfødererede angreb på Washington tilbage to dage senere i Slaget ved Fort Stevens. Efter slaget udtrykte Lincoln sin taknemmelighed overfor Garrett og kaldte ham "Unionsregeringens højre arm med den hjælp han har givet myndighederne til at forhindre at konfødererede tog Washington og sikre at byen fortsat kan være hovedstad for de loyale stater."

### Vestpå ved sammenligninger
En bro i sten og stål blev bygget over Ohiofloden mellem Bellaire i Ohio og Wheeling i 1871, hvilket forbandt B&O med Central Ohio Railroad, som B&O havde lejet fra 1866. Det gav en direkte jernbaneforbindelse til Columbus, Ohio, og lejemålet markerede starten på en række ekspansioner mod vest og nord.
Af andre jernbaner, som kom til at indgå i B&O kan nævnes:
- Winchester and Potomac Railroad og Winchester and Strasburg Railroad fra 1867. Disse to linjer havde forbindelse til B&O i Harpers Ferry, og var den eneste betydelige strækning i vore dages Virginia.
- Sandusky, Mansfield and Newark Railroad lejet gennem Central Ohio i 1869
- Pittsburgh and Connellsville Railroad fra 1871. Dette var B&O adgangsvej til Pittsburgh, hvilket forpurrede at B&O ikke kunne få et charter til Pennsylvania.
- Somerset and Cambria Railroad fra 1879.
- Buffalo Railroad fra 1880.
- West Virginia and Pittsburgh Railroad fra 1890.
- Columbus and Cincinnati Midland Railroad lejet gennem Central Ohio i 1890.
- Monongahela River Railroad fra 1900.
- Marietta and Cincinnati Railroad fra 1882. Strækningen blev først omdøbt til Cincinnati, Washington and Baltimore Railroad og siden til Baltimore and Ohio Southwestern Railroad i 1889. B&OSW opslugte Ohio and Mississippi Railroad i 1893, hvilket gav B&O en forbindelse til St. Louis, og endelig blev B&OSW opslugt af B&O i 1900.
- Ohio River Railroad fra 1901.
- Pittsburgh Junction Railroad fra 1902.
- Pittsburgh and Western Railroad fra 1902. Det var oprindelig en smalsporet jernbane, som blev opgraderet til normalspor fra 1883 til 1911. Den blev B&O's hovedlinie vestpå fra Pittsburgh.
- Cleveland Terminal and Vally Railroad fra 1909. Dette var B&O's indgang til Cleveland, Ohio.
- Cleveland, Lorain and Wheeling Railroad fra 1909.
- Chicago Terminal Transfer Company, reorganiseret i 1910 som Baltimore and Ohio Chicago Terminal Railroad. Denne forbindelselinie blev altid drevet som et selvstændigt selskab.
- Salisbury Railroad nær Pittsburgh, drevet fra 1912.
- Cincinnati, Hamilton and Dayton Railroad fra 1912.
- Morgan and Kingwood Railroad fra 1922.
- Coal and Coke Railroad fra 1920.
- Cincinnati, Indianapolis and Western Railroad fra 1927. Dette var oprindelig en del af Cincinnati, Hamilton and Dayton, og gav B&O en forbindelse til Springfield, Illinois.
- Buffalo, Rochester and Pittsburgh Railway i 1932. Dette gav B&O en linje ind i staten New York.
- Buffalo and Susquehanna Railroad fra 1932. En del af strækningen blev afbrudt fra resten ved oversvømmelse og blev en del af Wellsville, Addison and Galeton Railroad i 1955.

(Denne oversigt har udeladt visse små linjer.)
Chicago and Alton Railroad blev købt af B&O i 1931 og omdøbt til Alton Railroad. Det blev altid drevet afskilt og blev til sidst købt af Gulf, Mobile and Ohio Railroad efter konkurs i 1942.
Som resultat af de dårlige konjunkturer i landet i midten af 1870-erne efter panikken i 1873 forsøgte B&O at sænke de ansattes lønninger. Efter at en 2. bølge af lønnedsættelser var blevet annonceret, indledte arbejderne den store jernbanestrejke i 1877 den 14. juli i Martinsburg, West Virginia. Strejken spredte sig til Cumberland, og da guvernøren over Maryland den 20. juli forsøgte at slå strejken ned ved at indsætte statens milits fra Baltimore brød der optøjer ud, hvilket resulterede i 11 døde, afbrænding af dele af Camden station og skader på adskillige lokomotiver og vogne. Den næste iværksatte arbejdere i Pittsburgh en sympatistrejke, som også blev mødt med et angreb fra statsmilitsen, og resulterede i at der udbrød optøjer i Pittsburg. Strejken sluttede efter at føderale tropper og statsmilitser havde genoprettet ro og orden.

### Nye linjer i Maryland
I 1866 begyndte B&O bygningen af Metropolitan Branch vestpå fra Washington, og den blev færdig i 1873 efter år med fejlslagen indsats. Før denne linje blev etableret skulle jernbanetrafik østpå fra Washington først til Relay eller Baltimore inden den kom til hovedlinjen. Linjen førte mere eller mindre direkte fra Washington til Point of Rocks, Maryland, med mange stigninger og store broer. Da linjen blev åbnet blev den gennemgående passagertrafik flyttet, så den passerede gennem Washington, og den gamle hovedlinje fra Point of Rocks til Relay fik sekundær status hvad angik passagertrafik. Ombygning i århundredets første år og dobbelt spor i 1928 forøgede kapaciteten, sidelinien blev til de facto hovedspor, selv om det gamle hovedspor blev opretholdt som aflastningsrute.
I mellemtiden havde Pennsylvania Railroad (PRR) udmanøvreret B&O ved at opkøbe B&O's nordlige forbindelse Philadelphia, Wilmington and Baltimore Railroad i starten af 1880-erne, hvilket afskar B&O's fra adgang til Philadelphia og New York. Staten Maryland havde overholdt sit uudtalte løfte om ikke at tillade konkurrerende selskaber på Baltimore/Washington linjen, men da der blev givet tilladelse i 1860 til en linje fra Baltimore til Pope's Creek i det sydlige Maryland, opdagede advokater for Pennsylvania RR en klausul i det nye charter, som tillod sidestrækninger på op til 32 km længde, fra ethvert punkt og i en enhver retning. Den foreslåede rute gik gennem det som nu er Bowie, Maryland, kunne herfra udstyres med en sidelinje, som ville tillade drift ind til Washington. Pennsylvania Railroad erhvervede tilladelsen gennem Baltimore and Potomac Railroad og i 1872 åbnede den nye linje mellem Baltimore og Washington. Samtidig udmanøvrerede PRR B&O og tog kontrollen over Long Bridge, B&O's forbindelse til sydlige linjer.
Som svar etablerede B&O en sidelinje til Philadelphia i Maryland, og Baltimore and Philadelphia Railroad i Delaware og Pennsylvania og byggede en parallel rute, som blev færdig i 1886. Baltimore Belt Line åbnede i 1895 og forbandt hovedlinjen med sidelinjen til Philadelphia uden at der var behov for en færge over Patapsco floden, men prisen for at bygge Howard Street Tunnelen fik B&O til at gå bankerot i 1896. To andre linjer blev bygget i forsøg på at genskabe forbindelsen sydpå. Alexandria sidelinjen blev bygget i 1874 og gik fra Hyattsville, Maryland til en færgeforbindelse ved Shepherd's Landing. Færgeforbindelsen fortsatte til 1901 hvor sporaftalen, som blev indgået som led i Washingtons Union Station betød at den sydlige ende af sidelinjen blev flyttet til PRR sporet i Anacostia, over Anacostiafloden, ind i Capitol Hill Tunnel, gennem det sydvestlige Washington DC til Potomac banegården i Alexandria, Virginia. Alexandria sidelinjens spor til Shepherd's Landing blev brugt meget under 2. verdenskrig da trafikpropper på Long Bridge fik ingeniørkorpset til at bygge en bro langs den oprindelige B&O linje: Alexandria til Shepherd's Landing, Washington. Tog med tomme vogne blev sendt nord og sydpå ad denne bro, som blev fjernet igen efter afslutningen på 2. verdenskrig.
Inden nogen af disse forbindelse blev lavet blev en anden sidelinje bygget rundt om det vestlige Washington. I 1880'erne havde B&O organiseret en gruppe krakkede jernbaneselskaber i Virginia i Virginia Midland Railroad. VM sporet gik fra Alexandria til Danville, Virginia. Den planlagte linje vest om Potomacfloden var tænkt at skulle krydse Potomac lige nord for distriktsgrænsen og fortsætte mod sydvest til en forbindelse med det B&O kontrollerede VM i Fairfax, Virginia og om muligt til en forbindelse med Richmond, Fredericksburg, and Potomac Railroad i Quantico, Virginia. Sidelinjen blev påbegyndt i 1892 og nåede samme år til Chevy Chase, Maryland. Økonomiske problemer i både VM og B&O betød et stop for byggeriet, og førte til at B&O mistede kontrollen over VM. Efter konkurs og overtagelse af Pennsylvania Railroad inden linjen blev færdig i 1910 var der ikke længere noget formål med at krydse floden, så den omdøbte Georgetown sidelinje kom til at betjene en lang række kunder i Maryland og Georgetown såsom Potomac Electric Power Company, Washington Milling Company, og den amerikanske regering. Linjen skar direkte over de forskellige mindre vandløb og som følge heraf var der brug for en kort tunnel (Dalecarlia Tunnel) og hvad der blev kaldt verdens længste træbro på på jernbanen over Rock Creek. Linjen blev næsten fuldstændig opgivet i 1986 af CSX og bruges nu som en del af Capital Crescent Trail.
Efter at en oversvømmelse beskadigede C&O kanalen i 1877 købte B&O majoriteten i selskabet primært for at sikre sine vejrettigheder og holde Western Maryland Railroad væk. Kanalen blev drevet af B&O indtil 1924 da den blev beskadiget af endnu en oversvømmelse. Kanalens ejendom blev overført til den amerikanske stat i 1938 i forbindelse med optagning af et lån fra den føderale Reconstruction Finance Corporation.

### Det 20. århundrede
Efter at B&O var kommet ud af betalingsstandsningenm erhvervedes kontrollen over selskabet i 1901 af Pennsylvania Railroad, og en af dettes vicepæsidenter, Leonor F. Loree, blev udnævnt til præsident. Loree delte den holdning ledelsen i PRR's havde til infrastruktur, hvilket B&O havde behov for på det tidspunkt. Nye typer lokomotiver blev bygget til at trække længere, tungere tog med højere hastighed. Det gamle hovedspor blev renoveret, rettet ud og gamle broer udskiftet med nye, som kunne klare større belastninger. Det meste af Lorees arbejde med B&Os fysiske anlæg kan stadig ses i dag. Mange jern- og stålbroer blev udskiftet med broer af sten, som var PRR's foretrukne materiale.
Chesapeake and Ohio Railroad overtog kontrollen med B&O i 1963 og lagde den sammen med Western Maryland Railway under betegnelsen Chessie System i 1973. I 1980 blev Chessie System lagt sammen med Seaboard System Railroad der blev til CSX. I 1986 ophørte B&O som selvstændigt selskab, da det formelt blev fusioneret med C&O (som selv blev formelt fusioneret med CSX senere samme år).
I jernbanernes guldalder var B&O en af en række hovedlinjer, som bandt det nordøstlige USA sammen til en industriel zone. Den markerede den sydlige grænse og svarede til New York Centrals angivelse af den nordlige grænse. Pennsylvania Railroad kontrollerede centrum og mindre linjer såsom Lackawanna, Lehigh Valley og Erie der fortrinsvis overlevede på grund af Interstate Commerce Commission. Hjørnerne i dette kort er Baltimore i sydøst, Boston i nordøst, Chicago i nordvest, og St. Louis i sydvest.

## Tidlig ingeniørkunst
Da anlæggelsen af B&O begyndte i 1820-erne var jernbanebygning en ny disciplin. Usikker på hvilke materialer, der ville slå til, valgte B&O at være på den sikre side m.h.t. holdbarhed, og byggede mange af de første strukturer i granik. Selv underlaget som jernskinnerne blev spændt fast til bestod af sten.
Selv om granitten snart viste sig for ufleksibel og dyr til formålet har de fleste af B&O's broer overlevet til i dag, og mange bruges stadig af jernbanen.
Baltimores Carrollton Viaduct, som blev opkaldt efter Charles Carroll of Carrollton (som lagde grundstenen), var B&O's første bro, og er verdens ældste jernbanebro, som fortsat er i brug. Thomas Viaduct i Relay, Maryland, var den længste bro i USA, da den blev færdig i 1835, og er også stadig i brug. B&O gjorde udstrakt brug af Bollman jern spærfagsbroer i midten af 1800-tallet. Deres holdbarhed og enkle konstruktion muliggjorde hurtigere bygning af jernbaner.
Da B&O byggede vestpå fra Baltimore i 1830, fulgte den bredderne af Patapsco floden op til kilderne ved Parrs Spring nær Mount Airy, Maryland. På det tidspunkt var der ikke viden om drift af damplokomotiver til rådighed, og derfor var man i B&O usikre på om metalhjulene ville få tilstrækkelig greb til at trække toget op over toppen af Parrs Ridge. Jernbanen besluttede derfor at bygge et skråplan på hver side af bakken hvor hestespand og måske dampdrevne spil kunne hjælpe til med at trække togene op ad bakken. Det viste sig hurtigt at dette blev en flaskehals og B&O byggede snart en 9 km lang sløjfe som effektivt fjernede problemet.

## Sidelinjer
Mount Airy
Mount Airy sidelinjen er den overlevende fortsat anvendte del af den i 1839-åbnede Mount Airy sløjfe. Sløjfen var hovedspor indtil den blev erstattet af Mount Airy Cutoff og tunnel i 1902.
Frederick
Frederick sidelinjen blev bygget fordi byen Frederick ikke ville betale B&O for at føre ruten igennem det mere besværlige terræn gennem byens centrum. Sidelinjen åbnede den 1. december 1831. Fortsættelsen af hovedlinjen fra Frederick Junction åbnede den 2. april 1832.
Patuxent sidelinjen
Patuxent sidelinjen blev bygget i 1880-erne og forlod Washington sidelinjen ved Savage i Maryland for at betjene en mølle, et stenbrud og anden mindre industri. Efter 1925 blev linjen gradvis afkortet, og blev helt opgivet i 2005.
Georgetown sidelinjen
Oprindelig var den planlagt som en forlængelse af jernbanen til en overgang over Potomacfloden nær Chain Bridge, men aftalen mellem Pennsylvania Railroad og B&O der opstod efter omlægning af sporene til Washington Union Station betød en afslutning på det projekt og sidelinjen blev blot en oplandslinje indtil Washington, DC's forstæder voksede op omkring den – (Silver Spring, Chevy Chase, Bethesda).
Washington County sidelinje
B&O havde besluttet ikke at lave en direkte linje til Hagerstown selv om byen havde bedt selskabet om det. Adskillige nord-syd linjer, såsom Cumberland Valley byggede gennem Hagerstown og bygningen af Western Maryland Railway til byen overbeviste B&O's ledelse om at man skulle bygge en sidelinje hertil. Det blev besluttet at sidelinjen skulle forlade hovedlinjen ved Weverton og sno sig gennem bakkerne i det vestlige Maryland til Hagerstown. En station blev bygget for enden af linjen i centrum af Hagerstown.